# Aku no Kyōten
Aku no Kyōten (悪の教典, literalment "Lliçó del mal"), comercialitzada internacionalment com Lesson of the Evil, és una pel·lícula de thriller japonesa del 2012 dirigida per Takashi Miike i protagonitzada per Hideaki Itō. És una adaptació de la novel·la homònima de Yusuke Kishi del 2010. Un manga seinen amb el mateix nom, il·lustrat per Eiji Karasuyama, també va ser publicat el 2012 per Kodansha a la revistaGood! Afternoon. La història conté moltes referències a la cultura alemanya, com ara la menció de Les tribulacions del jove Werther de Goethe i una reproducció discogràfica en vinil de "Mack the Knife" de Bertolt Brecht.

## Argument
Seiji Hasumi, un professor d'anglès, és estimat pels seus alumnes i respectat pels seus companys. Es gradua a la Universitat Harvard amb un MBA i treballa a Morgenstern, un banc d'inversió europeu, durant dos anys. Hasumi torna al Japó per estudiar l'ensenyament de secundària. Tanmateix, el seu encant exterior emmascara la seva veritable naturalesa. En realitat, Hasumi és un sociópata incapaç de sentir empatia per altres éssers humans. Concretament, té un greu trastorn antisocial de la personalitat. Després d'haver matat els seus pares i el seu antic tutor a l'edat de catorze anys, Hasumi es converteix en un assassí diabòlicament intel·ligent. Durant la seva estada als Estats Units, Hasumi coneix un company de crim, un estatunidenc anomenat Clay, que creu que comparteix el mateix "hobby" que Hasumi: matar gent per diversió. Els dos porten galledes plenes de sang humana, ossos i òrgans en algun lloc, donant la idea que van cometre nombrosos assassinats mentre treballaven junts. Hasumi finalment mata a la seva parella noquejant-lo i cremant-lo viu dins d'un barril, afirmant que mentre a Clay li agrada matar per diversió, en Hasumi no.
De tornada al Japó, Hasumi decideix fer front a problemes com l'assetjament escolar i l'assetjament sexual dels estudiants, començant per tractar el problema de l'engany escolar. Després de recollir tots els telèfons mòbils dels estudiants abans dels seus exàmens, Hasumi utilitza en secret un Inhibidor de telèfon mòbil per evitar qualsevol trampa durant la prova. El grup d'estudiants que havia enganyat en exàmens anteriors va començar a sospitar després que cap dels telèfons mòbils del grup tingués servei durant la prova i immediatament va sospitar del conseller del Radio Club, Tsurii, un professor de física solitari. Aleshores s'enfronten a Tsurii, que aclareix que ell no va ser el responsable de l'inhibició. Un home que es reuneix regularment amb l'escola per queixar-se dels estudiants que assetgen la seva filla, Rina, és assassinat. Algú ha substituït les ampolles d'aigua que guardava a casa seva per espantar els gats amb querosè. Com que l'home és un fumador en cadena, les ampolles aviat s'encén i exploten. Tsurii aviat es troba amb el cap intel·ligent del grup trampós, Keisuke, revelant les seves sospites sobre Hasumi. Tsurii explica que ha aprofundit en el passat d'Hasumi i ha trobat detalls estranys, com en una altra escola on Hasumi va començar la seva carrera docent que després va tenir quatre suïcidis d'estudiants. No obstant això, Hasumi havia espiat l'habitació, es va assabentar de la sospita de Tsurii i es va enfrontar a ell en un tren, assassinant-lo i fent que la seva mort aparegués com un suïcidi per penjament. Hasumi s'enfronta a Keisuke després que l'anunci del suïcidi de Tsurii li provoqui pànic. Hasumi noqueja a Keisuke i el lliga fins al final de l'escola, després de la qual cosa Hasumi el tortura perquè admeti que ell i els seus amics estaven fent trampes. Hasumi comprova que en Keisuke no va dir als altres les sospites d'en Tsurii abans de matar-lo i amagar el seu cos.
Durant el mateix període, Hasumi té coneixement d'un cas de xantatge per un dels seus estudiants. La propietària d'una botiga, Meka, va atrapar a una estudiant, Miya, robant, però jura no acusar-lo per això. No obstant això, el professor d'educació físic Shibahara fa xantatge a Miya, ja que ha gravat la seva admissió de robatori, perquè li doni favors sexuals o s'arrisca a ser acusada. Hasumi assegura a la Miya que un cas de xantatge i estupre és més greu que el robatori i afirma que està fora de la llei i que ja no necessita sucumbir al xantatge. La Miya es troba més tard amb Hasumi al terrat de l'escola. Ella li agraeix amb una abraçada que es converteix en un petó, i els dos es fan amants. Mentrestant, Hasumi descobreix la relació sexual del professor d'art Kume amb un estudiant; fa xantatge en Kume perquè li presti el seu apartament de luxe. Més tard, Hasumi porta Miya a l'apartament, i els dos tenen relacions sexuals Hasumi pressiona Miya perquè li doni accés a un tauler de discussió privat en línia que utilitzen els seus estudiants, fent afirmacions anònimes sobre l'assassinat del pare de Rina, acusant l'estudiant delinqüent Tadenuma, que prèviament havia atacat Rina en línia. Després d'esclatar una baralla a l'escola, Hasumi convida en Tadenuma a prendre una copa i l'assassina; els estudiants més tard assumeixen que Tadenuma ha fugit de casa.
Els esdeveniments han passat fins que els estudiants de l'aula d'Hasumi es queden a dormir a l'escola, preparant una elaborada casa embruixada per al festival cultural de l'escola. Hasumi atrau Miya al terrat, noquejant-la i llençant-la del terrat per fingir el seu suïcidi, ja que s'havia fet sospitós de la desaparició d'en Tadenuma. Quan un altre estudiant arriba al terrat buscant la Miya, troba la nota de suïcidi forjada per Hasumi; ell també el mata ràpidament. Com que Hasumi no té cap mètode per emmascarar el seu assassinat del segon estudiant, ràpidament idea un pla. Hasumi decideix iniciar una matança escolar dels seus estudiants, per la qual enquadrarà en Kume, que freqüenta un camp de tir, portant les sabates durant els assassinats. Durant la massacre, l'escopeta d'Hasumi es pot veure posseïda per l'ex-parella en el crim Clay, parlant amb ell. Quan els estudiants escolten el tret de l'escopeta, Hasumi enganya la majoria dels estudiants utilitzant l'intercomunicador per avisar-los d'"un intrús amb una escopeta" i ordena als estudiants que es dirigeixin cap al sostre, l'accés al qual va bloquejar abans, i esperar fins que arribi l'ajuda. Amb alguns dels estudiants avançant cap a les escales del terrat, un altre grup s'amaga a l'interior de la sala d'art, tancant-la amb persianes contra incendis i barricada als punts d'entrada. Un dels estudiants, l'expert arquer Kakeru, aconsegueix escapar de l'escola amb el seu equip de tir amb arc prou lluny com per trobar un home que és capaç de trucar a la policia. Més tard torna corrents a l'escola per rescatar la seva enamorada Satomi, i la troba intentant escapar per la finestra de la sala d'art i rellisca, trencant-li els turmells. Kakeru crida el seu nom, alertant en Hasumi de la seva presència, que després procedeix a apuntar des d'una finestra als dos estudiants. Kakeru prepara una fletxa i dispara a Hasumi, però en Hasumi també dispara, desviant la fletxa fora de curs, matant en Kakeru i després en Satomi. Amb el grup d'estudiants encara a l'aula d'art pensant que estan segurs, no saben que no van deslligar la corda que havia fet servir en Satomi per baixar en ràpel. Hasumi s'enfila per la corda i procedeix a matar el grup.
La massacre arriba al clímax amb dos estudiants que sobreviuen vestint dos companys morts amb la seva roba i amagant-se dins de l'escola. Llancen els cadàvers per una canal d'escapament d'emergència, enganyant Hasumi perquè cregui que els cossos són els dos últims estudiants de la seva llista que intenten escapar. Després de la massacre a l'escola, Hasumi intenta tapar les seves accions fent semblar que Kume l'havia emmanillat i noquejat i fent semblar que es va suïcidar després amb l'escopeta d'Hasumi, però els seus plans es van frustrant perquè un dels els dos estudiants supervivents assenyalen a la policia que el desfibril·lador de l'escola grava l'àudio i conté proves d'un dels estudiants assassinats pronunciant el nom del seu assassí abans de ser assassinat per Hasumi. Quan és arrestat, Hasumi planeja utilitzar el seu coneixement recentment après de la mitologia nòrdica com a defensa legal suggerint que els seus actes són "la voluntat de Déu". L'estudiant supervivent que va assenyalar el desfibril·lador exclama que Hasumi està boig, però l'altre estudiant supervivent diu que Hasumi "està començant el següent joc". Aleshores es revela que la Miya va sobreviure després que Hasumi la va llançar del terrat de l'escola i cridés el nom d'Hasumi, acabant la pel·lícula amb "continuarà".

## Repartiment
- Hideaki Itō com a Seiji Hasumi
- Takayuki Yamada com a Tetsuro Shibahara
- Mitsuru Fukikoshi com a Masanobu Tsurii
- Takehiro Hira com a Takeki Kume
- Shōta Sometani com a Keisuke Hayami
- Shun Miyazato com a Naoki Isada
- Fumi Nikaidō com a Reika Katagiri
- Elina Mizuno com a Miya Yasuhara
- Kento Hayashi com a Masahiko Maejima
- Kenta com Masahiro Tadenuma
- Kodai Asaka com a Yuichiro Nagoshi
- Jodi Lynn Smith com Suzanna Carter

## Llançament
La pel·lícula es va estrenar a la Festa del Cinema di Roma el 9 de novembre de 2012. Va ser seleccionat per a la pantalla al Stanley Film Festival l'abril de 2014.

## Recepció
Jay Weissberg de Variety va donar a la pel·lícula una crítica negativa, qualificant-la de "res més que una foto de gran talla" i assenyalant el seu gust discutible: "Fins i tot era el record de la massacre de Breivik, entre d'altres, no tan fresca, hi ha quelcom profundament impropi a convertir un bany de sang a l'escola secundària en un passeig de plaer d'adrenalina."
Jessica Kiang va criticar la pel·lícula, anomenant-la "excessivament llarga i incoherent" i "lamentablement més avorrida que sang i fetge". Tampoc hi veu cap significat més profund: "És massa ximple reclamar qualsevol filosofia, fins i tot el nihilisme."
Jonathan Barkan, del lloc web de terror Bloody Disgusting, qualifica la pel·lícula de "totalment entretinguda i emocionant", però critica que s'excedeix en la seva benvinguda i "es beneficiaria d'un tall final una mica més ajustat".
Aku no Kyōten va guanyar 25,9 milions de dòlars a la taquilla japonesa.